# Härna församling
Härna församling var en församling i Skara stift och i Ulricehamns kommun. Församlingen uppgick 2006 i Södra Vings församling.

## Administrativ historik
Församlingen har medeltida ursprung.  
Församlingen var till 1989 annexförsamling i pastoratet (Södra) Ving, Härna, Fänneslunda  och Grovare som till 1548 även omfattade Töve församling och från 1962 Varnums församling. Från 1989 till 2006 var församlingen annexförsamling i pastoratet Södra Ving, Härna, Fänneslunda, Varnum, Hällstad, Murum, Möne och Kärråkra. Församlingen uppgick 2006 i Södra Vings församling.

## Kyrkor
- Härna kyrka.